# Trurói székesegyház
A Boldogságos Szűz Mária Trurói székesegyháza egy anglikán székesegyház, mely Cornwallban, Truróban található. Ez volt az első katedrális, melyet a középkori katedrálisok kora óta építettek a Brit-szigeten, a három katedrális egyike, melynek három tornya van és az egyetlen, melynek építését elkezdték és be is fejezték a 19. században. Ennek a kornak a stílusjegyeit, a neogótikus stílus jegyeit viseli magán.

## Története
Az építési munkálatokat egy 16. századi templom helyén kezdték el, melyet Szűz Máriának ajánlottak. A katedrális a kor egyik vezető neogótikus építészének, John Loughborough Pearsonnak a tervei alapján épült meg. A tervekben ötvöződtek az angol és a francia egyházi építészet hatásai. Így jöttek létre a templomtornyok és a rózsaablakok. A truroi és a lincolni katedrális közti hasonlóság nem a véletlen műve. Mindkét templomot Oearson tervezte, és Truro első püspöke, Edward Benson, mielőtt elfoglalta itteni helyét, Lincolnban volt pap. A középső torony 76 méter magas, míg a nyugatiak magassága 61 méter.
A katedrális délkeleti sarkában még ma is megtalálható az előző templomból megmaradt oldalhajó, és ma is a városközponti egyházkerület templomaként funkcionál. Mivel a templomot a Boldogságos Szűznek szentelték fel, nincs külön neki szentelt kápolna, de van egy Jézus kápolna. Egy további érdekessége az építménynek, hogy a tervekben is látható egy kanyar, egy ív. Mivel a székesegyház a város szívében fekszik, kevés hely volt az építkezéskor. Minden oldalról házak és boltok vették körbe. Hogy elférjen az épület, 6 lábbal el kellett tolni északi irányba.
Az épület két alapkövét 1880-ban rakták le, és az első része 1887-re elkészült. A főtorony 1905-ben, a teljes szentély pedig 1910-ben, a két nyugati torony átadásával fejeződött be. Pearson 1917-ben meghalt, s munkásságát fia, Frank vitte tovább. A székesegyháznak körülbelül 200 000 látogatója van évente. 2002-ben a keleti oldalát teljesen felújították, a díszes bath-i köveket tartósabb syerfordiakra cserélték. 2005-ben hasonlóan jártak el a nyugati oldalon is.

## Fényképek

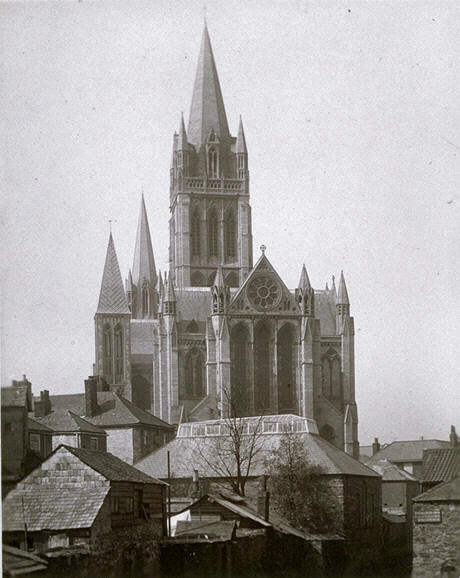
A székesegyház keleti oldala 1913-ban
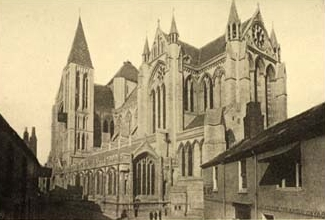
A székesegyház 1905-ben, a középső torony befejezése előtt. A képen a régi templom déli oldalhajója látható.
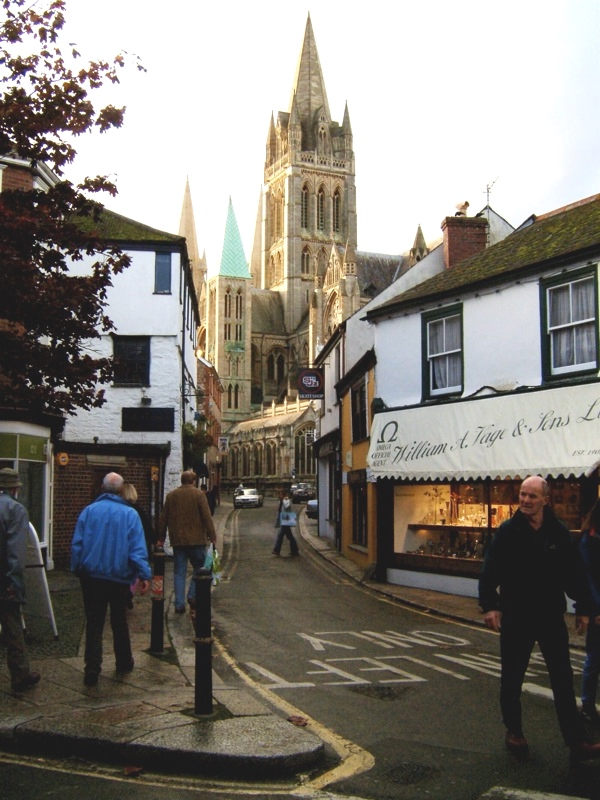
A székesegyház délkeletről
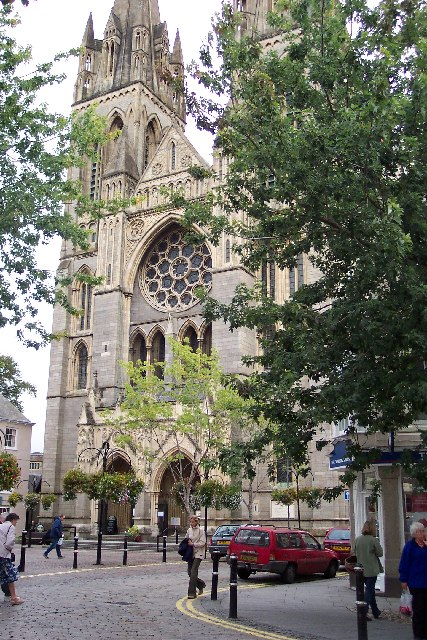
A nyugati homlokzat
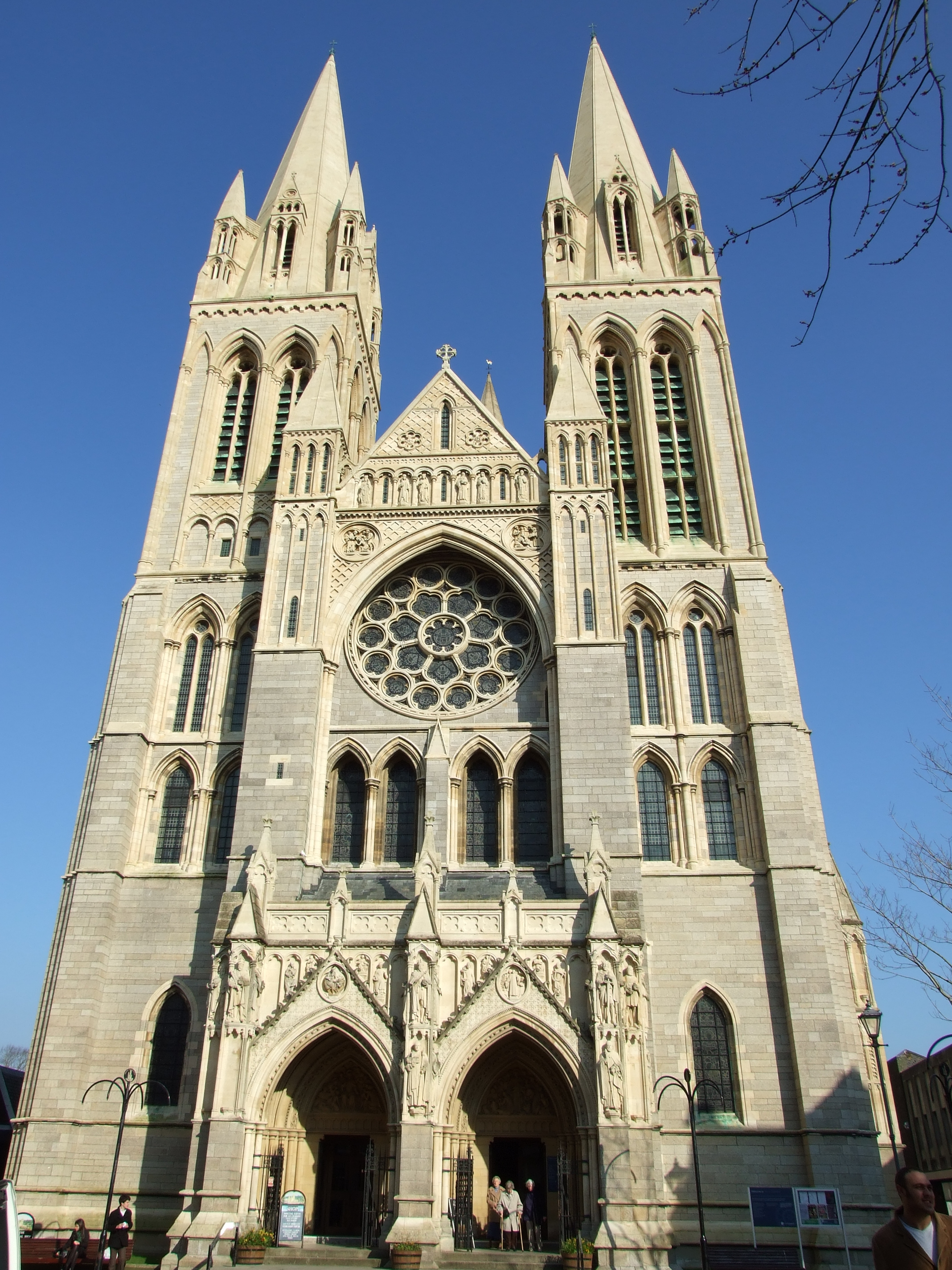
A nyugati homlokzat
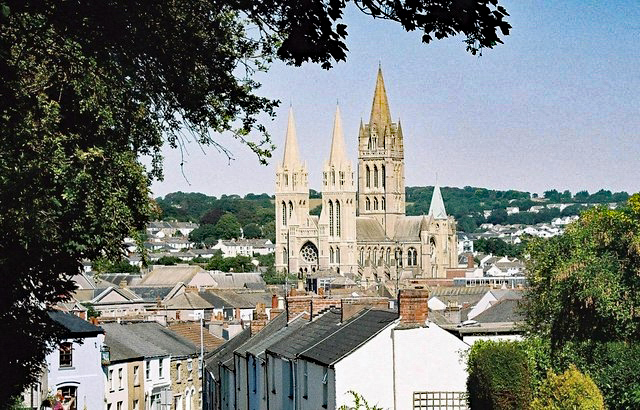
A katedrális látképe Truro háztetői fölül

## Külső hivatkozások
- A truroi székesegyház hivatalos honlapja
- The specification of the Willis organ on the National Pipe Organ Register[halott link]
- Panorámakép a székesegyházról
- Fotók
- acoustic A trurói székesegyházban 1998 decemberében rögzített zene